# العلاقات النرويجية التوفالية
العلاقات النرويجية التوفالية هي العلاقات الثنائية التي تجمع بين النرويج وتوفالو.

## مقارنة بين البلدين
هذه مقارنة عامة ومرجعية للدولتين:
| وجه المقارنة                                              | النرويج                                                   | توفالو                         |
| --------------------------------------------------------- | --------------------------------------------------------- | ------------------------------ |
| المساحة (كم2)                                             | 385.21 ألف                                                | 26                             |
| عدد السكان (نسمة)                                         | 5.33 مليون                                                | 11.19 ألف                      |
| الكثافة السكانية (ن./كم²)                                 | 13.84                                                     | 43.04 ألف                      |
| العاصمة                                                   | أوسلو                                                     | فونافوتي                       |
| اللغة الرسمية                                             | بوكمول، لغات السامي، نينوشك، اللغة النرويجية              | اللغة التوفالوية، لغة إنجليزية |
| العملة                                                    | كرونة نروجية                                              | دولار توفالو                   |
| الناتج المحلي الإجمالي (بليون دولار)                      | 398.83 مليار                                              | 39.73 مليون                    |
| الناتج المحلي الإجمالي (تعادل القوة الشرائية) بليون دولار | 322.23 مليار                                              | 38.93 مليون                    |
| الناتج المحلي الإجمالي الاسمي للفرد دولار أمريكي          | 74.40 ألف                                                 | 3.29 ألف                       |
| الناتج المحلي الإجمالي للفرد دولار أمريكي                 | 65.61 ألف                                                 | 3.77 ألف                       |
| مؤشر التنمية البشرية                                      | 0.944                                                     |                                |
| رمز المكالمات الدولي                                      | +47                                                       | +688                           |
| رمز الإنترنت                                              | .no                                                       | .tv                            |
| المنطقة الزمنية                                           | ت ع م+01:00، ت ع م+02:00، توقيت وسط أوروبا، أوروبا/أوسلو ‏ | ت ع م+12:00                    |

## منظمات دولية مشتركة
يشترك البلدان في عضوية مجموعة من المنظمات الدولية، منها:
| علم المنظمة | اسم المنظمة                   | تاريخ انضمام النرويج | تاريخ انضمام توفالو |
| ----------- | ----------------------------- | -------------------- | ------------------- |
|             | منظمة حظر الأسلحة الكيميائية  | ?                    | ?                   |
|             | الأمم المتحدة                 | 27 نوفمبر 1945       | 5 سبتمبر 2000       |
|             | يونسكو                        | 4 نوفمبر 1946        | 21 أكتوبر 1991      |
|             | مؤسسة التنمية الدولية         | 24 سبتمبر 1960       | 24 يونيو 2010       |
|             | بنك التنمية الآسيوي           | 1966                 | 1993                |
|             | البنك الدولي للإنشاء والتعمير | 27 ديسمبر 1945       | 24 يونيو 2010       |
|             | الاتحاد البريدي العالمي       | ?                    | ?                   |
|             | الاتحاد الدولي للاتصالات      | 1866                 | 15 أغسطس 1996       |

## وصلات خارجية
- موقع وزارة الخارجية النرويجية